# La Mazière-aux-Bons-Hommes
La Mazière-aux-Bons-Hommes is een gemeente in het Franse departement Creuse (regio Nouvelle-Aquitaine) en telt 65 inwoners (2009). De plaats maakt deel uit van het arrondissement Aubusson.

## Geografie
De oppervlakte van La Mazière-aux-Bons-Hommes bedraagt 10,7 km², de bevolkingsdichtheid is dus 6,1 inwoners per km².

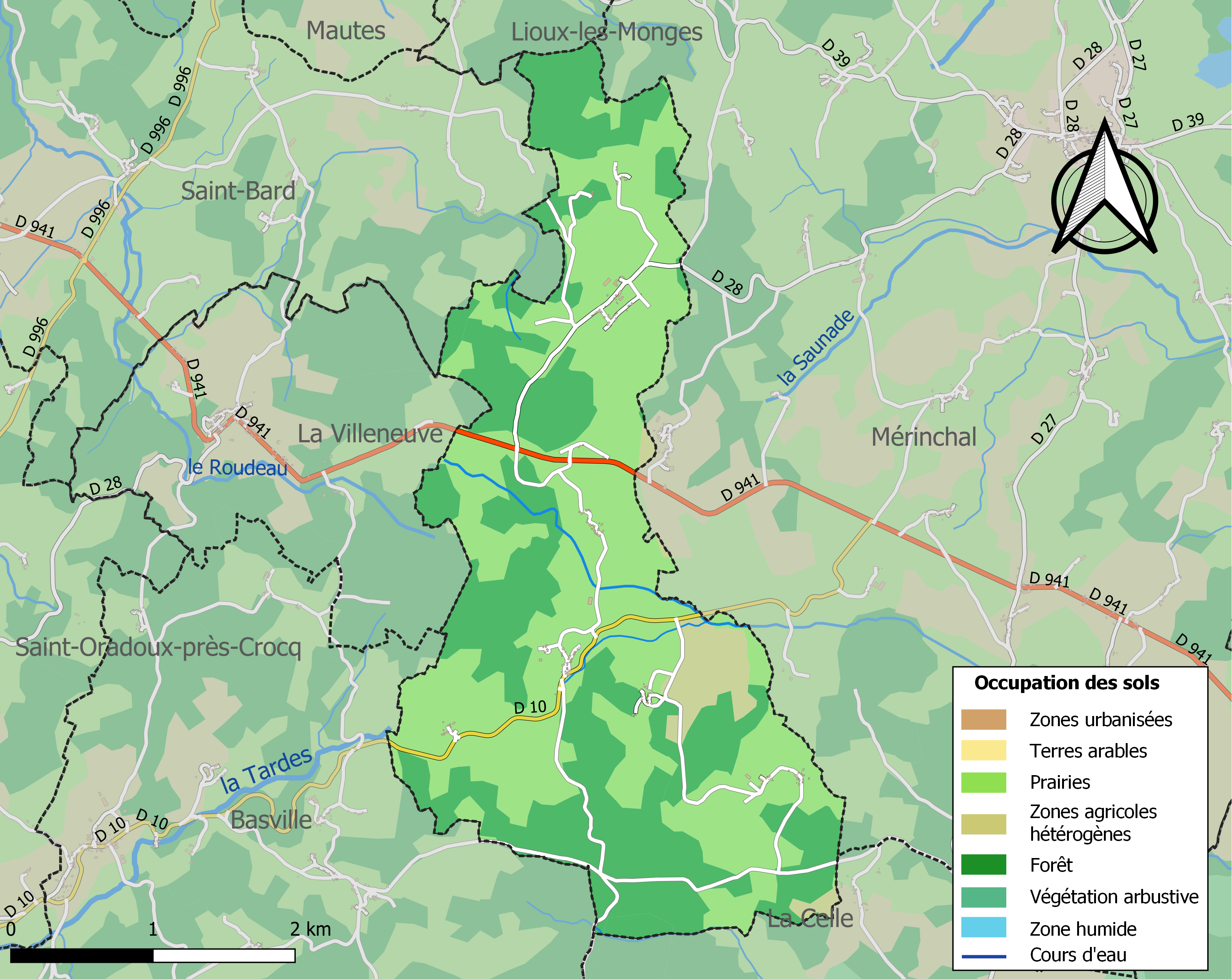
Kaart van de gemeente met de belangrijkste infrastructuur, bodemgebruik en omliggende gemeenten

## Demografie
Onderstaande figuur toont het verloop van het inwonertal (bron: INSEE-tellingen).

1. ↑  Populations de référence 2022.